# Pectinivalva endocapna
Pectinivalva endocapna là một loài bướm đêm thuộc họ Nepticulidae. Nó được tìm thấy dọc theo tây nam bờ biển của Tây Úc.
Sải cánh dài 4.7-5.7 mm đối với con đực và about 5.5 mm đối với con cái.
Ấu trùng có thể ăn Eucalyptus species. Chúng có thể ăn lá nơi chúng làm tổ.